# Bohdan Heřmanský
Bohdan Heřmanský (auch Theodor Herzmansky, * 29. Januar 1900 in Königgrätz; † 17. Dezember 1974 in Prag) war ein österreichisch-tschechischer Maler.
Heřmanský war der Sohn eines k.u.k. Offiziers, der 1906 mit seiner Familie nach Wien übersiedelte. Hier absolvierte Theodor 1918 das Gymnasium und belegte anschließend einige Semester Kunstgeschichte an der Universität Wien. 1920 studierte er ein Semester Malerei an der Königlichen Akademie in Stockholm. Durch seinen Schulfreund Johann Wolfgang Schaukal lernte er den Maler Anton Kolig, eines der vier Gründungsmitglieder des Nötscher Kreises, kennen und ging 1921 als dessen Malschüler nach Nötsch in Kärnten. Neben Schaukal und Gerhart Frankl war Herzmansky eines der ersten Mitglieder von Koligs Werkstattgemeinschaft. In den folgenden Jahren unternahm er mehrere Studienreisen durch Europa. 1928 ließ er sich in Prag nieder und gab seinen Namen fortan nur mehr in tschechischer Form an. Nach dem Zweiten Weltkrieg musste er seinen Lebensunterhalt als Optiker und Metallarbeiter verdienen, war aber weiterhin künstlerisch tätig und konnte an einigen Ausstellungen teilnehmen.

## Werke (Auswahl)
- Zwei Selbstbildnisse, 1922, Bleistift/Papier, Wien, Graphische Sammlung Albertina.
- Prager Selbstbildnis, 1930, Öl/Lw., Wien, Österreichische Galerie.

## Publikationen
- Bohdan Heřmanský: Wiegeles drei Familienbilder, in: Mitteilungen der Österreichischen Galerie, 58, 1970.
- Bohdan Heřmanský: Die Männerakte Koligs und die österreichische Handzeichnung seiner Zeit. In: Alte und moderne Kunst. Jahrgang XVII, Heft 120, Wien 1972, S. 28–34 (hauspublikationen.mak.at)
- Bohdan Heřmanský: Der Nötscher Malerkreis, in: Mitteilungen der Gesellschaft für vergleichende Kunstforschung in Wien, 4, 1973.
- Bohdan Heřmanský: Anton Kolig, in: Mitteilungen der Österreichischen Galerie, 63/64, 1975/76, S. 138–170.